# Keisuke Kinoshita
Pour les articles homonymes, voir Kinoshita.
Keisuke Kinoshita (木下惠介, Kinoshita Keisuke) est un réalisateur et scénariste japonais, né le 5 décembre 1912 à Hamamatsu dans la préfecture de Shizuoka et mort le 30 décembre 1998 à Tokyo. Il a notamment mis en scène le premier film japonais entièrement en couleur, Carmen revient au pays (1951), Vingt-quatre prunelles (1953) ainsi que La Ballade de Narayama (1958). Son nom de naissance est Shōkichi Kinoshita (木下正吉, Kinoshita Shōkichi).

## Biographie

Keisuke Kinoshita en 1959.

Né le  5 décembre 1912 à Hamamatsu dans la préfecture de Shizuoka de parents épiciers, Kinoshita se passionne pour le cinéma dès l'âge de huit ans. Son désir de devenir réalisateur rencontre l'opposition de ses parents. Quand il est au lycée, une équipe de cinéma vient dans sa ville pour une journée de tournage. Il en profite pour sympathiser avec l'acteur Junosuke Bandō venu dans l'épicerie de ses parents acheter des produits locaux. Celui-ci l'aide à s'enfuir pour Kyoto où étaient alors tournés des films historiques en costume. Son grand-père réussit à le faire revenir dès le lendemain, mais malgré cette escapade, sa détermination finit par amadouer ses parents qui finissent par le laisser poursuivre son rêve. Sa mère l'aide même à postuler pour les studios de la Shōchiku, producteurs de Mikio Naruse, Yasujirō Ozu et d'autres célèbres réalisateurs. Sans diplôme universitaire, il n'est pas admis comme assistant-réalisateur et doit étudier la photographie avant d'entrer à la Shōchiku. Il débute dans les laboratoires de développement puis travaille comme caméraman-assistant avant de devenir assistant-réalisateur sur le conseil de Kōzaburō Yoshimura.
Keisuke Kinoshita a réalisé 50 films et est l'auteur de près de 60 scénarios entre 1939 et 1988.
Il est le frère du compositeur Chūji Kinoshita (ja) (1916-2018) et de la scénariste Yoshiko Kusuda (1924-2013).

## Filmographie

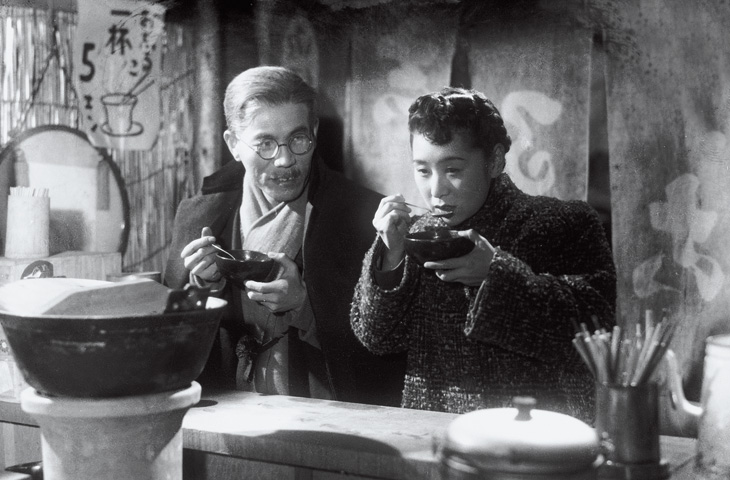
Eijirō Tōno et Kinuyo Tanaka dans Le Mariage (1947).

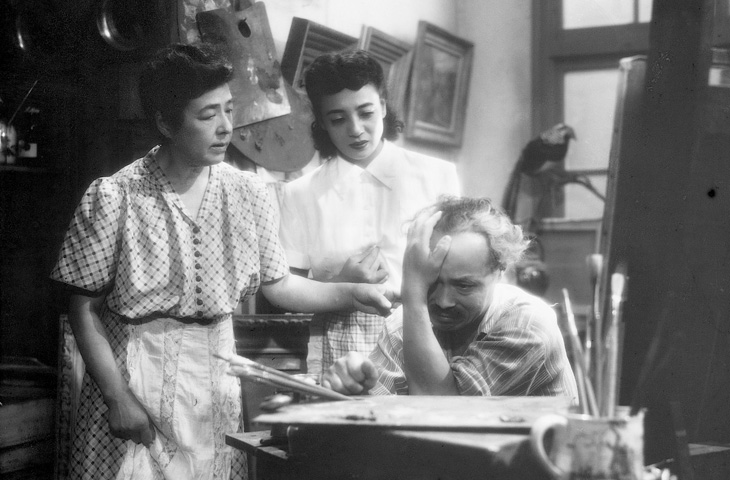
Chieko Higashiyama, Kuniko Miyake et Ichirō Sugai dans Le Portrait (1948).

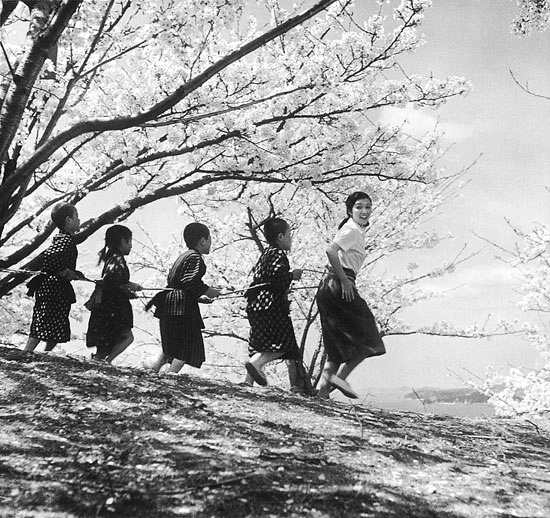
Vingt-quatre prunelles (1954).

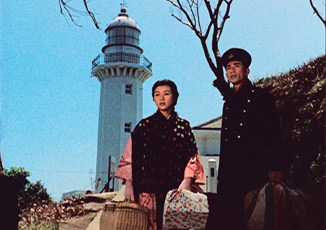
Hideko Takamine et Keiji Sada dans Au fil des ans dans la joie et la peine (1957).

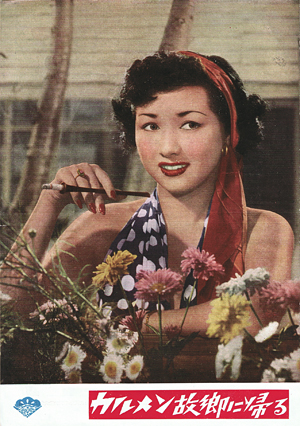
Affiche de Carmen revient au pays (1951).

### Réalisateur
Sauf indication contraire, les titres en français se basent sur la filmographie de Keisuke Kinoshita dans l'ouvrage Le Cinéma japonais de Tadao Satō.
- 1943 : Le Port fleuri (ja) (花咲く港, Hana saku minato?)
- 1943 : L'Épée vivante (ja) (生きてゐる孫六, Ikite iru Magoroku?)
- 1944 : La Ville en liesse (歓呼の町, Kanko no machi?)
- 1944 : L'Armée (陸軍, Rikugun?)[4]
- 1946 : Le Matin de la famille Osone (大曾根家の朝, Ōsone-ke no ashita?)
- 1946 : La Fille que j'aimais (ja) (わが恋せし乙女, Waga koi seshi otome?)
- 1947 : Le Mariage (結婚, Kekkon?)
- 1947 : Le Phénix (不死鳥, Fushichō?)
- 1948 : Une femme (ja) (女, Onna?)
- 1948 : Le Portrait (肖像, Shōzō?)
- 1948 : Serment rompu (pt) (破戒, Hakai?)
- 1949 : Un toast pour mademoiselle (ja) (お嬢さん乾杯, Ojōsan kanpai?)[5]
- 1949 : Le Fantôme de Yotsuya (新釈 四谷怪談 前篇, Shinshaku Yotsuya kaidan: Zenpen?)
- 1949 : Le Fantôme de Yotsuya II (新釈 四谷怪談 後篇, Shinshaku Yotsuya kaidan: Kōhen?)
- 1949 : Le Tambour brisé (ja) (破れ太鼓, Yabure-daiko?)
- 1950 : L'Anneau de fiançailles (ja) (婚約指環, Konyaku yubiwa?)
- 1951 : Le Bon Démon (ja) (善魔, Zen-ma?)
- 1951 : Carmen revient au pays (カルメン故郷に帰る, Karumen kokyō ni kaeru?)
- 1951 : Enfance (ja) (少年期, Shōnenki?)
- 1951 : Feux d'artifice sur la mer (ja) (海の花火, Umi no hanabi?)
- 1952 : Un amour pur de Carmen (ja) (カルメン純情す, Karumen junjō su?)
- 1953 : La Tragédie du Japon (日本の悲劇, Nihon no higeki?)
- 1954 : Le Jardin des femmes (ja) (女の園, Onna no sono?)
- 1954 : Vingt-quatre prunelles (二十四の瞳, Nijūshi no hitomi?)
- 1955 : Nuages lointains (ja) (遠い雲, Tōi kumo?)
- 1955 : Comme une fleur des champs (野菊の如き君なりき, Nogiku no gotoki kimi nariki?)
- 1956 : Nuages au crépuscule (ja) (夕やけ雲, Yūyake-gumo?)
- 1956 : Le Soleil et la Rose (ja) (太陽とバラ, Taiyō to bara?)
- 1957 : Au fil des ans dans la joie et la peine (喜びも悲しみも幾歳月, Yorokobi mo kanashami mo ikutoshitsuki?)
- 1957 : Une chandelle dans le vent (ja) (風前の灯, Fūzen no tomoshibi?)
- 1958 : La Ballade de Narayama (楢山節考, Narayama-bushi-kō?)
- 1958 : L'Arc-en-ciel éternel (ja) (この天の虹, Kono ten no niji?)
- 1959 : Rafale de neige (風花, Kazabana?)[6]
- 1959 : L'Oiseau des printemps révolus (ja) (惜春鳥, Sekishunchō?)
- 1959 : Un jour comme un autre (ja) (今日もまたかくてありなん, Kyō mo mata kakute arinan?)
- 1960 : Rêves de printemps (ja) (春の夢, Haru no yume?)
- 1960 : La Rivière Fuefuki (笛吹川, Fuefuki-gawa?)
- 1961 : Un amour éternel (永遠の人, Eien no hito?)
- 1962 : L'Amour de l'année (ja) (今年の恋, Kotoshi no koi?)
- 1962 : Journal d'un ouvrier (ja) (二人で歩いた幾春秋, Futari de aruita iku haru aki?) (ou Les Saisons que nous avons passé ensemble)
- 1963 : Chante jeunesse ! (ja) (歌え若人達, Utae wakōdotachi?)
- 1963 : La Légende du combat à mort (ja) (死闘の伝説, Shitō no densetsu?)
- 1964 : Le Parfum de l'encens (香華, Kōge?)
- 1967 : Flûtes et Tambours (ja) (なつかしき笛や太鼓, Natsukashiki fue ya taiko?)
- 1976 : Amour et Rupture au Sri Lanka (ja) (スリランカの愛と別れ, Suri Ranka no ai to wakare?)
- 1979 : Shōdō satsujin: Musuko yo (衝動殺人 息子よ?)
- 1980 : Chichi yo haha yo! (父よ母よ！?)
- 1983 : Les Enfants de Nagasaki (この子を残して, Kono ko o nokoshite?)
- 1986 : Jours de joie et de tristesse (新・喜びも悲しみも幾歳月, Shin yorokobi mo kanoshimi mo ikutoshitsuki?)
- 1988 : Chichi (ja) (父?)

### Scénariste
(Sélection)
- 1953 : Lettre d'amour (恋文, Koibumi?) de Kinuyo Tanaka
- 1953 : Ai no sakyū (愛の砂丘?) de Nobuo Aoyagi
- 1953 : Le Cœur sincère (まごころ, Magokoro?) de Masaki Kobayashi
- 2000 : Dora-heita (どら平太?) de Kon Ichikawa

## Distinctions
Sauf indication contraire, les informations mentionnées dans cette section peuvent être confirmées par la base de données cinématographiques IMDb,  présente dans la section « Liens externes ».

### Décorations
- 1977 : récipiendaire de la médaille au ruban pourpre
- 1984 : récipiendaire de l'Ordre du Soleil levant de quatrième classe
- 1991 : personne de mérite culturel

### Récompenses

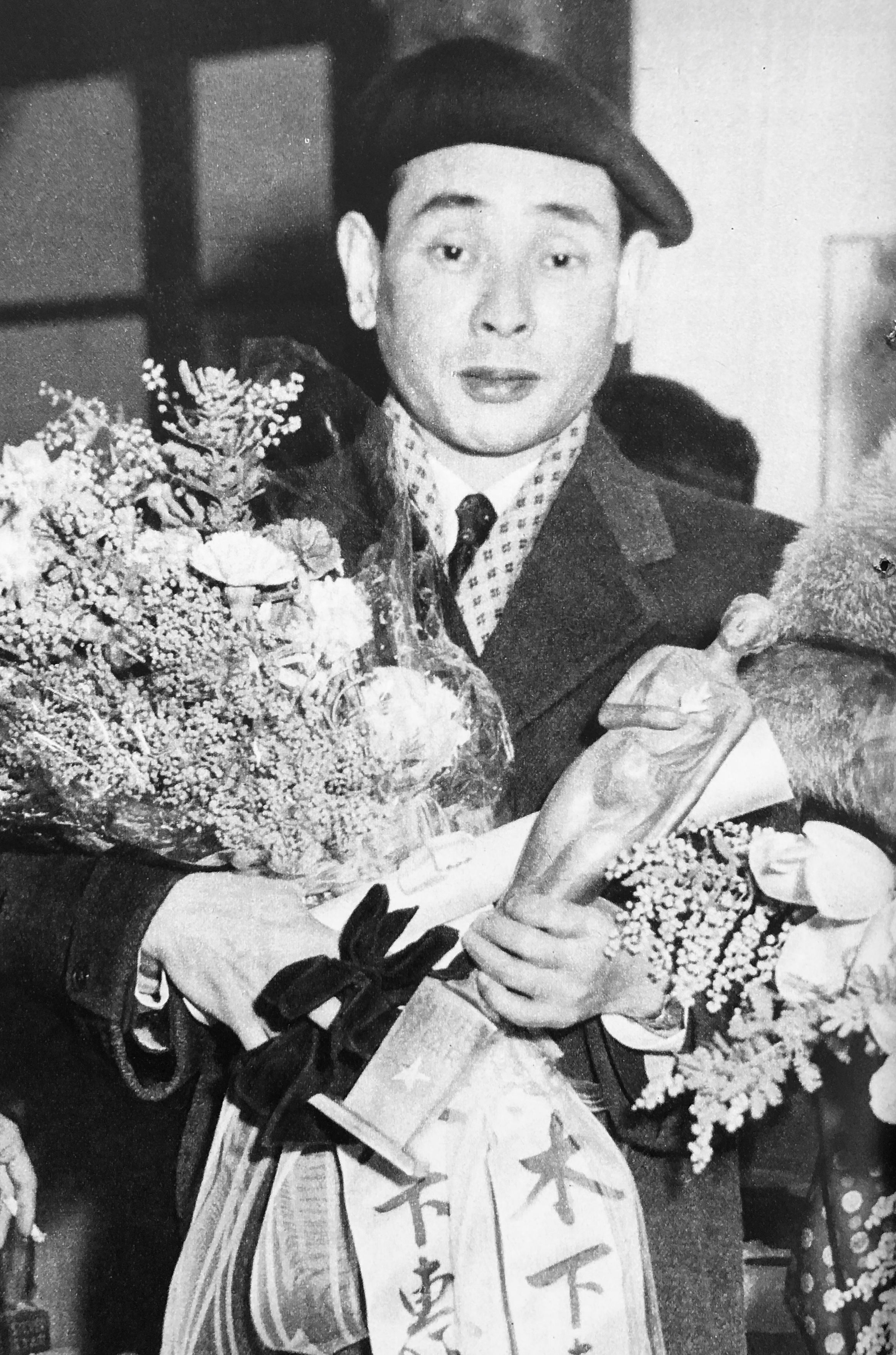
Keisuke Kinoshita en 1955.

- 1947 : prix Kinema Junpō du meilleur film pour Le Matin de la famille Osone[7]
- 1952 : prix Mainichi du meilleur scénario pour Carmen revient au pays[8]
- 1954 : prix Blue Ribbon du meilleur scénario pour Le Cœur sincère, Lettre d'amour, La Tragédie du Japon et Ai no sakyū[9]
- 1954 : prix Mainichi du meilleur scénario pour Le Cœur sincère, Lettre d'amour et La Tragédie du Japon[10]
- 1955 : prix Blue Ribbon du meilleur film pour Vingt-quatre prunelles et du meilleur scénario pour Vingt-quatre prunelles et Le Jardin des femmes[11]
- 1955 : prix Kinema Junpō du meilleur film pour Vingt-quatre prunelles[12]
- 1955 : prix Mainichi du meilleur film pour Vingt-quatre prunelles et prix du meilleur réalisateur et du meilleur scénariste pour Vingt-quatre prunelles et Le Jardin des femmes[13]
- 1959 : prix Kinema Junpō du meilleur film et du meilleur réalisateur pour La Ballade de Narayama[14]
- 1959 : prix Mainichi du meilleur film et du meilleur réalisateur La Ballade de Narayama[15]
- 1999 : prix spécial pour l'ensemble de sa carrière aux Japan Academy Prize[16]
- 1999 : prix spécial Blue Ribbon pour l'ensemble de sa carrière[17]
- 1999 : prix spécial Mainichi  pour l'ensemble de sa carrière[18]

### Sélections et nominations
- 1955 : en compétition pour le Lion d'or avec Vingt-quatre prunelles à la Mostra de Venise[19]
- 1958 : en compétition pour le Lion d'or avec La Ballade de Narayama à la Mostra de Venise[20]
- 1980 : prix du meilleur film, du meilleur réalisateur et du meilleur scénariste pour Shōdō satsujin: Musuko yo aux Japan Academy Prize[21]
- 1987 : prix du meilleur scénariste pour Jours de joie et de tristesse aux Japan Academy Prize[22]

## Postérité
Un musée biographique à Hamamatsu, sa ville natale, est consacré à Keisuke Kinoshita.
Le réalisateur Keiichi Hara, qui se définit comme un amoureux de l’œuvre de Keisuke Kinoshita, réalise Hajimari no michi (はじまりのみち) en 2013, un film en son hommage, qui relate sa relation avec sa mère Tama après sa démission de la Shōchiku à la fin de la Seconde Guerre mondiale. C'est Ryō Kase qui interprète le rôle de Keisuke Kinoshita.